# Kavkaz
Kavkaz je mohutné velehorské pásmo v jihozápadní Asii mezi Černým a Kaspickým mořem, které měří na délku více než 1 200 km. Vznikl během alpínsko-himálajského vrásnění, dělí se na Velký a Malý Kavkaz. Hlavní kavkazský hřeben, případně jeho severní úpatí, je v některých zdrojích považováno za hranici mezi Evropou a Asií. Rozšířená a na českých školách vyučovaná koncepce nicméně vede tuto hranici o něco severněji Kumomanyčskou sníženinou, podél řek Kuma a Manyč, až po ústí Manyče do Donu a po něm do Azovského moře. Oblast Kavkazu se dělí na Severní Kavkaz a Jižní Kavkaz, které odděluje hlavní kavkazský hřeben.
Nejvyšší oblastí Kavkazu je jeho boční hřeben (Bokovyj chrebet), v němž se nachází i nejvyšší vrchol, Elbrus. Celkem je na Kavkaze osm vrcholů přesahujících nadmořskou výšku 5000 m a minimálně 13 vrcholů vyšších než alpský Mont Blanc, nejvyšší evropská hora v případě, že by Kavkaz byl řazen k Asii. Co do výšky se jedná o 12. nejvyšší pohoří světa. Má velmi rozmanitou krajinu, která se mění především podle nadmořské výšky a vzdálenosti od velkých vodních ploch. V oblasti se vyskytují biomy od subtropických nížinných bažin přes podhorské a horské lesy až po alpínské louky, ledovce (hlavně na západním a středním Kavkazu) a vysokohorské pustiny. Jsou zde též bohaté louky, stepi a na jihu a východě v Arménii a Ázerbájdžánu i polopouště. Vzhledem k mimořádnému přírodnímu bohatství s množstvím endemitních druhů živočichů a rostlin byl kavkazský ekoregion zařazen mezi nejvýznamnější oblasti projektu WWF Global 200.
Kavkaz a Kolchida byly známy starověkým Řekům, v tomto pohoří měl být přikován bájný Prométheus. Již od starověku tvořil horský masiv přirozenou hranici mezi velkými říšemi, kam se po celou historii uchylovala různá odjinud vyháněná či pronásledovaná etnika. Díky tomu jde o území národnostně a nábožensky mimořádně pestré, kde se vyskytuje mnoho desítek národů a jazyků. Tato pestrost je však zároveň zdrojem napětí a nestability přerůstající v některých případech ve válečné konflikty, např. v Náhorním Karabachu, někdy za zásadního přispění ruské intervence (v Čečensku, Abcházii, Jižní Osetii). Podle Kavkazu je pojmenováno pohoří Montes Caucasus na přivrácené straně Měsíce.

## Název a etymologie
Kavkazem je nazýváno nejen samotné pohoří, ale přeneseně také celý region od Kumomanyčské sníženiny po severní hranice Íránu. Český název Kavkaz pochází ze starořeckého Καύκασος (Kaúkasos, později vyslovováno Káfkasos), který se poprvé objevuje ve spisech Aischyla a Herodota, tedy krátce po kolonizaci severních břehů Černého moře Řeky. Plinius starší v Naturalis Historia odvozuje tento název ze skytijského kroy-khasis (sněhobílý). V gruzínské tradici je název pohoří odvozován od Kavkasa (კავკასოსი, Kavkasosi), syna biblického Togarmy a legendárního otce vajnachských národů (Čečenci, Ingušové).
V moderní době vykládá M. A. Jujukin řecký název ve významu racčí hory (καύ-: καύαξ, καύηξ, ηκος ο, κήξ, κηϋξ (druh racka) + rekonstruované *κάσος η ve smyslu hora nebo skála, bohatě doloženém v místních názvech a osobních jménech). Podle německých filologů Otto Schradera a Alfonse A. Nehringa je starořecké Καύκασος (Kaukasos) spojené s gótským Hauhs (vysoký), stejně jako s litevským Kaũkas (pahorek) a Kaukarà (kopec, vrchol). Britský lingvista Adrian Room upozornil, že Kau- také znamená hora v jazyce Pelasgů.

## Vymezení a členění

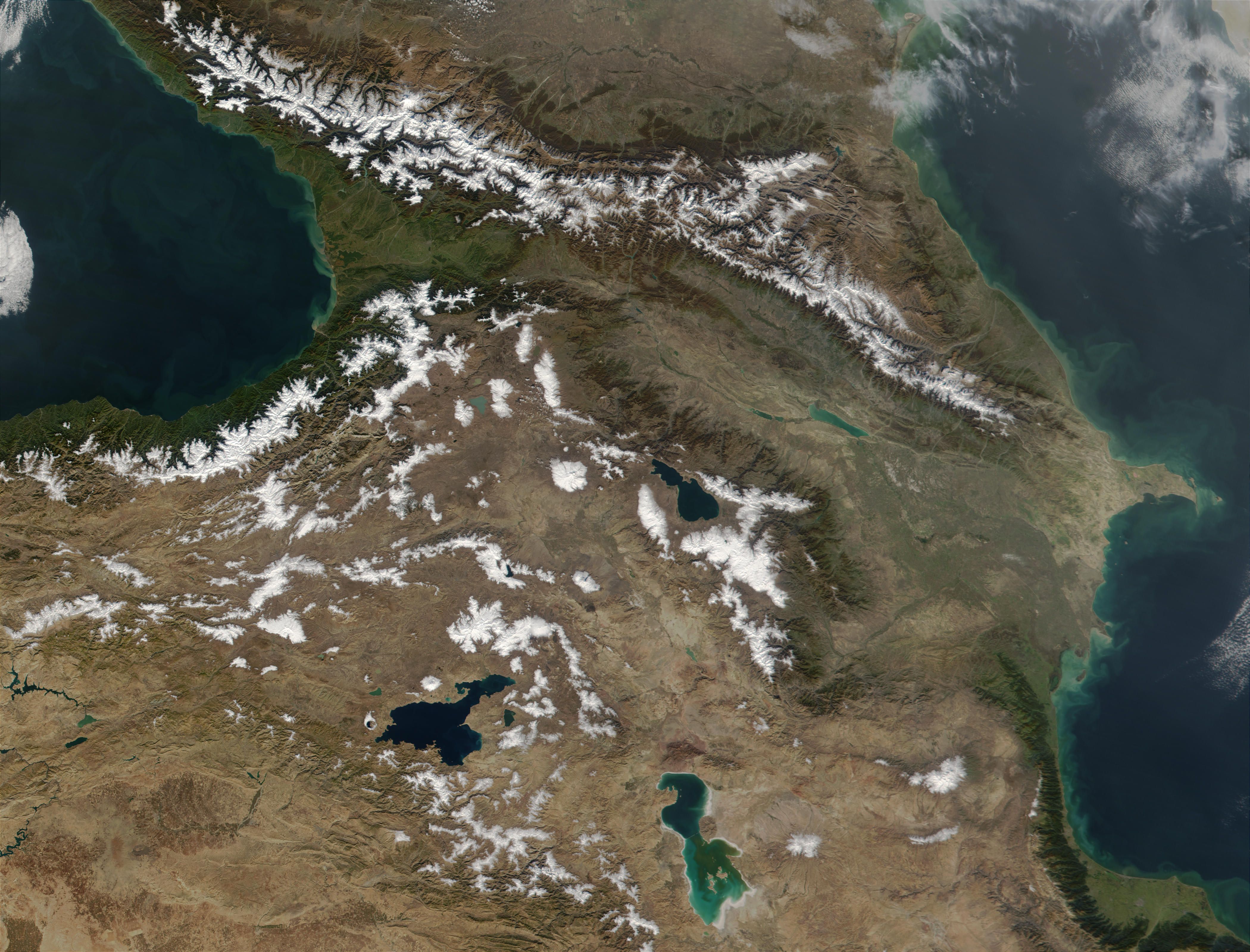
Pohled z nízké oběžné dráhy na zasněžený Velký Kavkaz (nahoře), Malý Kavkaz (vpravo uprostřed), Arménskou vysočinu (vlevo uprostřed); a východní Taurus (dole). vlevo při pobřeží Černého moře jsou zasněžené vrcholy Pontských hor

Kavkazské pohoří se dělí na Velký Kavkaz, který leží na severu podél rusko-gruzínsko-ázerbájdžánských hranic a zahrnuje všechny vrcholy přes 4 100 m n. m., a Malý Kavkaz o něco jižněji, mezi Tureckem, Gruzií, Arménií a Ázerbájdžánem. Velký Kavkaz se táhne v délce okolo 1300 km od pobřeží Černého a Azovského moře (Tamaňský poloostrov) až po Apšeronský poloostrov u Baku u moře Kaspického. Skládá se ze dvou dlouhých paralelních hřbetů (hlavního a bočního), probíhajících zhruba ve směru severozápad–jihovýchod. Na jihu prudce spadá do sníženin Kolchidské a Kuro-Arakské nížiny, na sever klesá pozvolněji, s postupně se snižujícími bočními hřebeny. Dále se obvykle dělí na tři části: Západní Kavkaz sahající od Černého moře po oblast Elbrusu, s nejvyšším vrcholem Dombaj-Ulgen (4046 m), centrální Kavkaz mezi vrcholy Elbrus a Kazbek, který je nejvyšší částí pohoří a zahrnuje všechny vrcholy nad 4500 m, a východní Kavkaz od Kazbeku a řeky Těrek ke Kaspickému moři (Tebulosmta, 4493 m).
Spojnicí Velkého a Malého Kavkazu je Lišský hřbet ve střední Gruzii, který tvoří též rozvodí mezi Černým a Kaspickým mořem. Malý Kavkaz je tvořen vícero hřbety s nepravidelným průběhem. Směrem na jihozápad přechází v Pontské hory, na jihu v Arménskou vysočinu a na jihovýchodě sousedí s pohořím Alborz, hranice mezi nimi není však jednoznačná a v různých pojetích se liší.

## Geologie

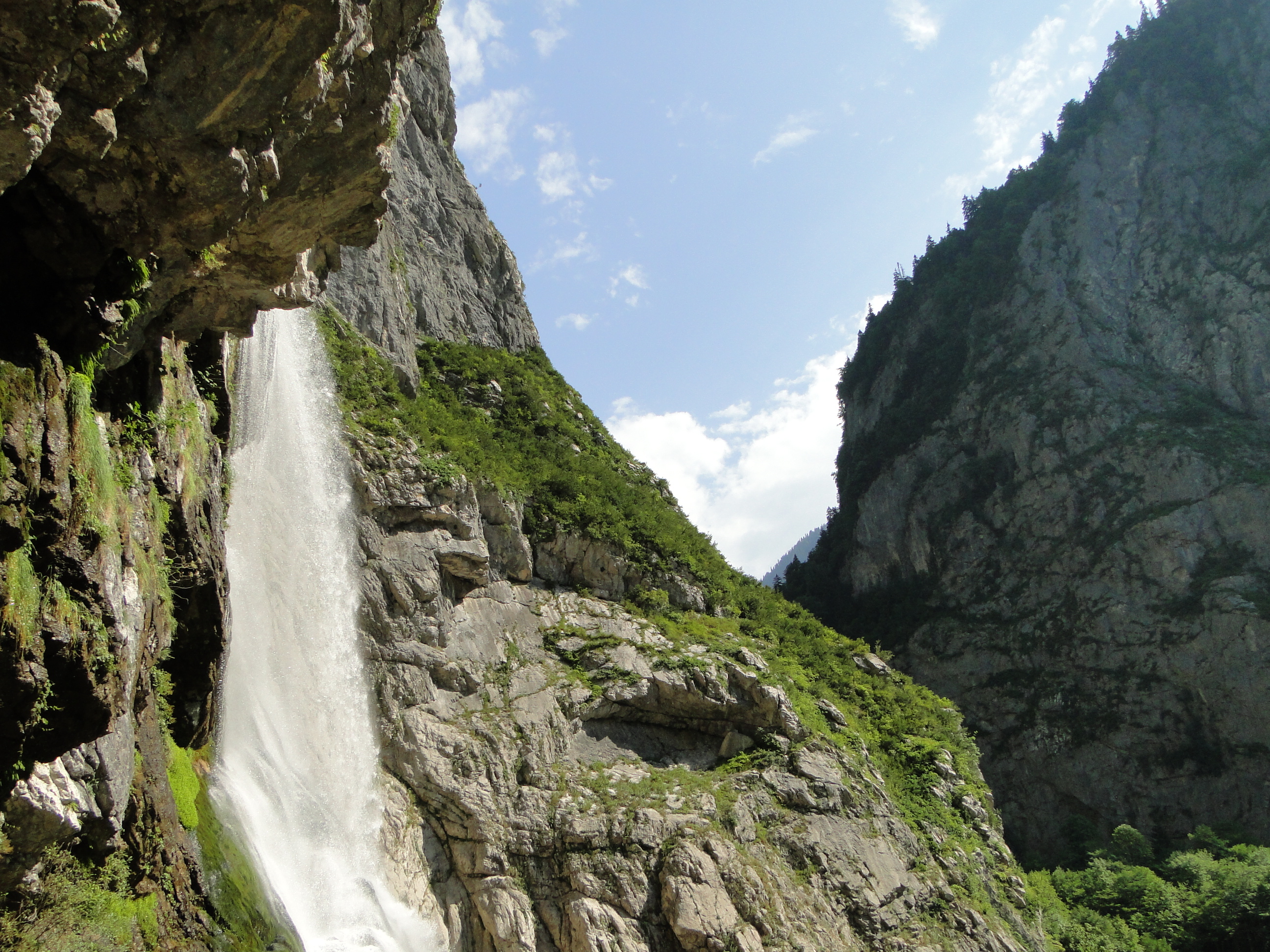
Převážně vápencové pohoří Gagra v Abcházii na západním Kavkazu je známé mnoha krasovými jevy

Kavkaz je součástí alpinského pásu pohoří, sahajícího od severozápadní Afriky (Atlas) až po jihovýchodní Asii. Samotné pásmo Velkého Kavkazu je mohutnou asymetrickou megaantiklinálou zahrnující systém radiálních horských hřbetů a dolin. Vzniklo před zhruba 25 miliony let vzájemným tlakem eurasijské a arabské tektonické desky v průběhu Alpínského vrásnění. Jeho jádro je tvořeno starými rozlámanými krami krystalických a metamorfovaných hornin (žuly, ruly, svory), na něž pak nasedají mladší usazené horniny, například druhohorní vápence nebo třetihorní břidlice a flyše, vyzvednuté ze dna někdejšího oceánu Tethys. Svůj vliv zde měla též vulkanická činnost, která místy prorazila i silný krystalický příkrov a dala vzniknout vysokým vulkánům: vyhaslými sopkami jsou i vrcholy Elbrus či Kazbek. Velehorský reliéf byl dále tvarován pleistocenním zaledněním. Na vápencovém podloží, například v západní Gruzii, jsou významné krasové oblasti s mnoha jeskyněmi, ponornými řekami a dalšími krasovými jevy; jeskyně Verjovkina a Voronija v pohoří Gagra jsou vůbec nejhlubšími jeskyněmi na světě.

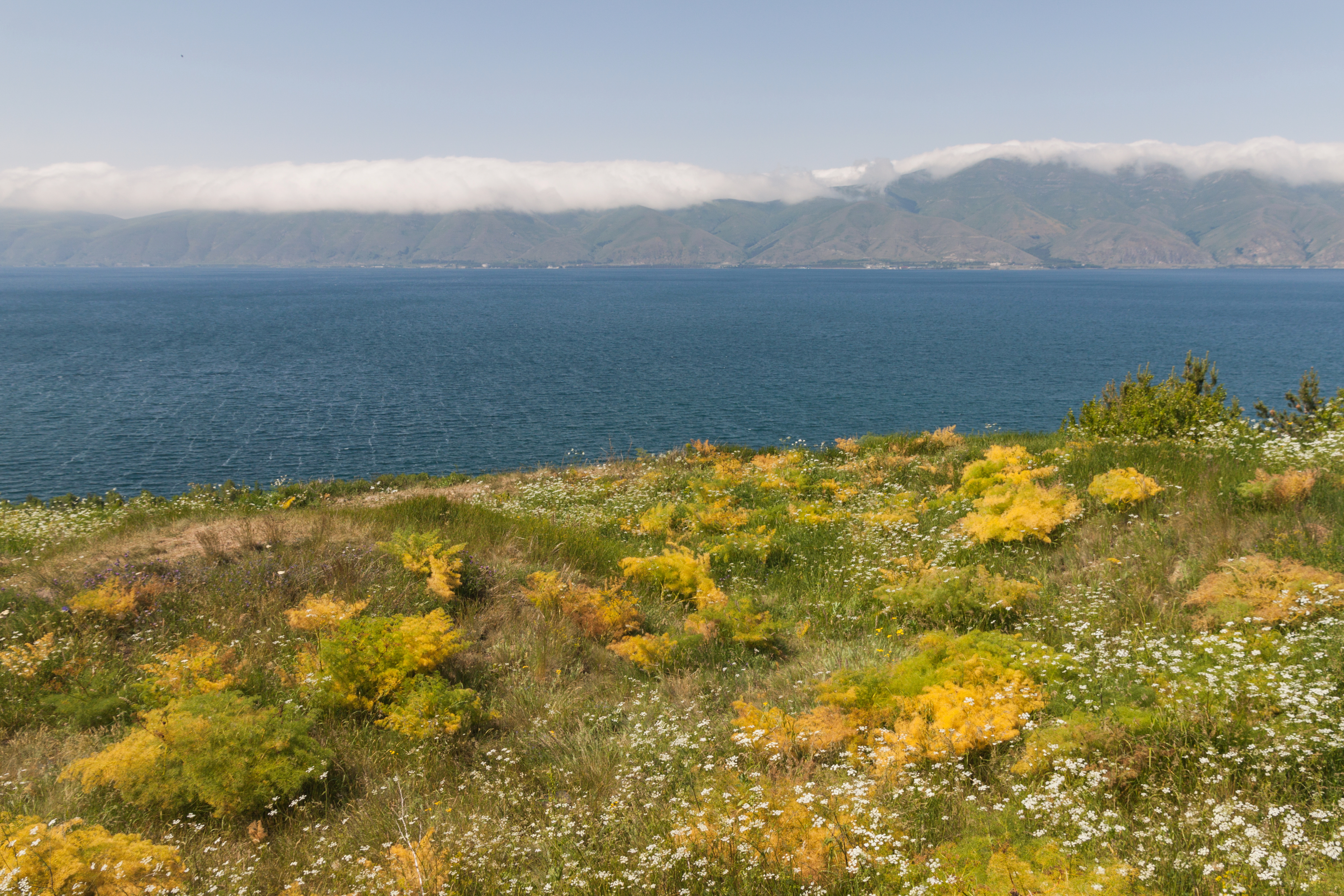
Jezero Sevan v Arménii ležící v nadmořské výšce 1900 m

Malý Kavkaz je původu převážně vulkanického, s pestrou geologickou stavbou tvořenou mladými lávovými vyvřelinami a paleogenními, místy i druhohorními sedimenty. Celá oblast je doposud seismicky aktivní a dodnes ji sužují častá zemětřesení; nejničivější z těch nedávných v roce 1988 dosahovalo síly 6,8–7,2 stupně Richterovy škály a zcela zničilo arménské město Spitak; zahynulo při něm na 25 000 lidí.
V horninových vrstvách Kavkazu a jeho okolí se nacházejí významná ložiska nerostných surovin, především ropy (pobřeží Kaspického moře, Severní Kavkaz, Dagestán), zemního plynu a uhlí, v magmatických horninách jsou naleziště železných rud a barevných kovů, například mědi, molybdenu a manganu. Ke stavebním materiálům patří cementové břidlice těžené u Novorossijsku.

## Klimatické poměry

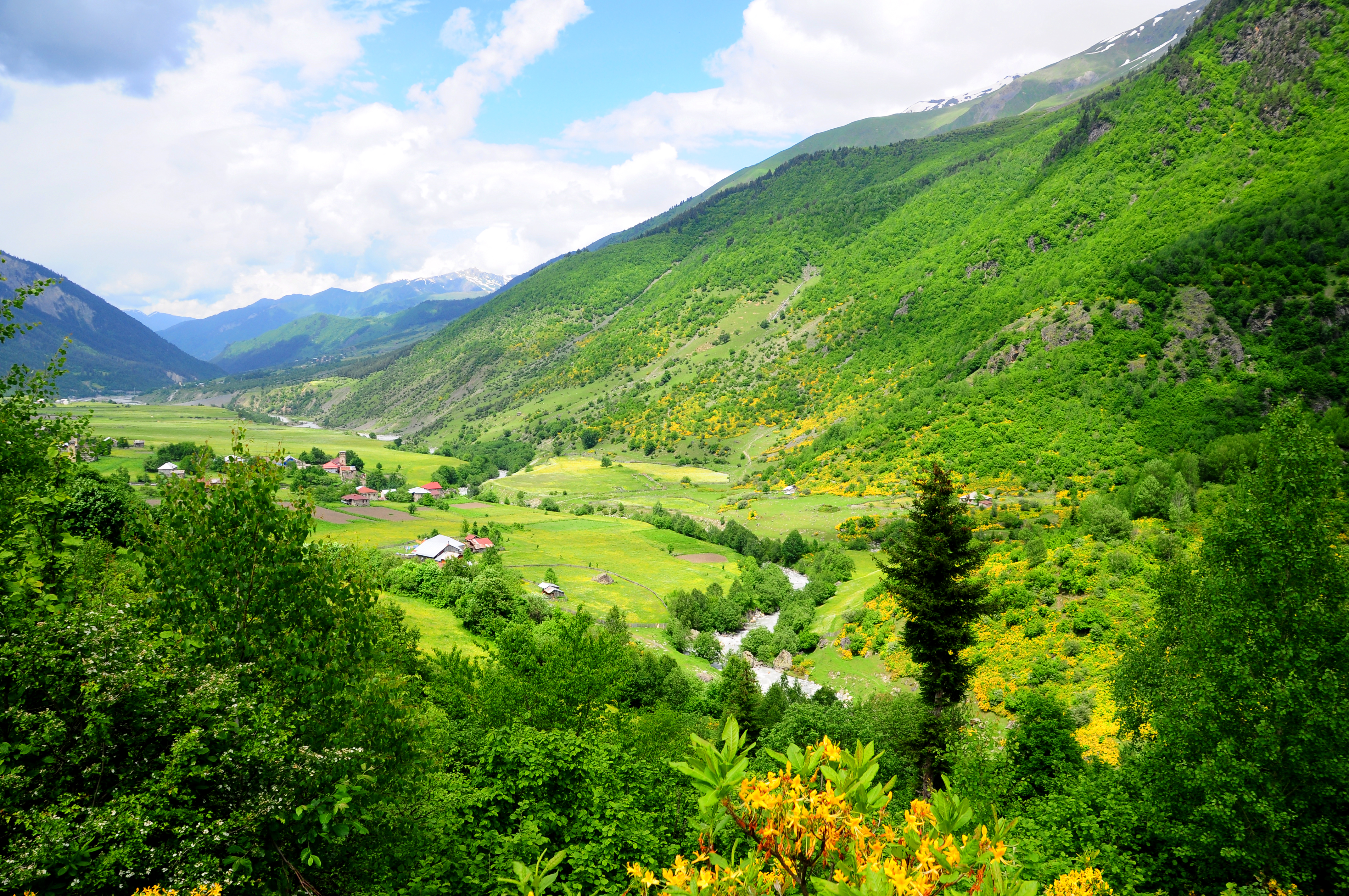
Obydlené horské údolí ve střední Gruzii s kvetoucím pěnišníkem žlutým

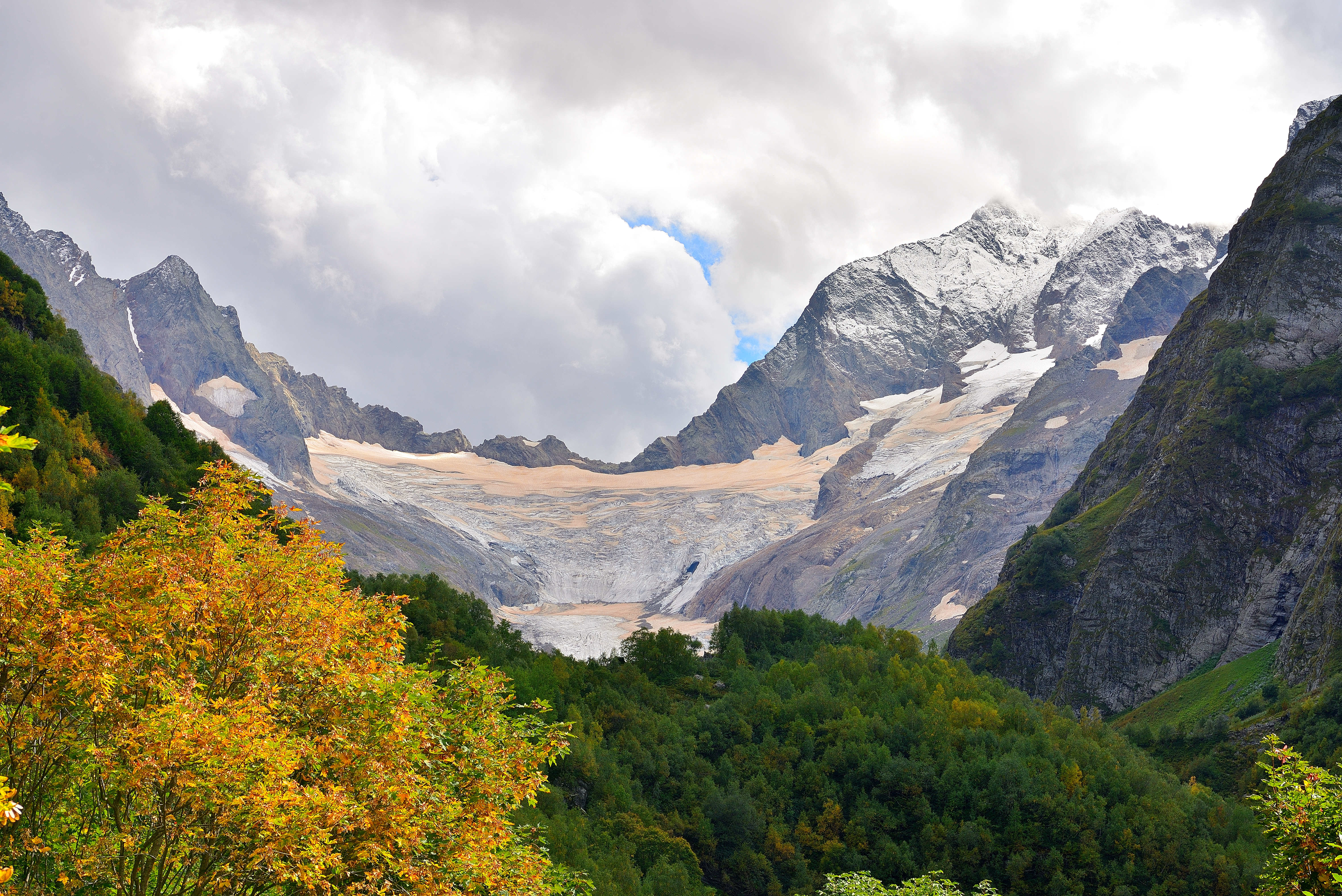
Ledovec v Teberdinské přírodní rezervaci

Klima Kavkazu je dáno jeho zeměpisnou šířkou, výraznou longitudinální protažeností a také polohou vůči okolním mořím a oceánům. Díky tomu tvoří Kavkaz výrazné rozhraní mezi subtropickým podnebím na jihu a kontinentálním temperátním podnebím na sever od pohoří. Vysoké hřebeny Kavkazu brání pronikání chladných vzduchových mas z ruského vnitrozemí, díky čemuž jsou zimní teploty na Jižním Kavkazu mírnější, než je tomu na Severním Kavkazu. V létě není tento teplotní gradient tak výrazný. Teploty ovlivňuje také zmírňující efekt Černého, a v menší míře Kaspického moře. To znamená, že na západě pohoří jsou sezónní výkyvy teplot menší, zimy mírnější a léta chladnější než je tomu v centrálních částech Kavkazu nebo na jeho východě.

Průměrná roční teplota se na Kavkazu dostává pod nulu v nadmořské výšce okolo 2500 m. Nejchladnějším měsícem je leden, od nadmořských výšek 2700 – 2800 metrů pak únor. Teplota bývá ovlivněná i lokálním reliéfem, například vysoko položené mezihorské kotliny Malého Kavkazu mají zimní teploty ovlivněny reliéfem příhodným pro vznik inverzí, a průměrné zimní teploty jsou tu až o několik stupňů níže než v obdobné nadmořské výšce na jižních svazích Velkého Kavkazu. Podzim je na Kavkazu znatelně teplejší než jaro, zejména v jeho západní části, tento rozdíl klesá spolu se vzrůstající kontinentalitou směrem na východ. Vysoké horské polohy jsou i v létě pověstné častými náhlými a dramatickými proměnami počasí.

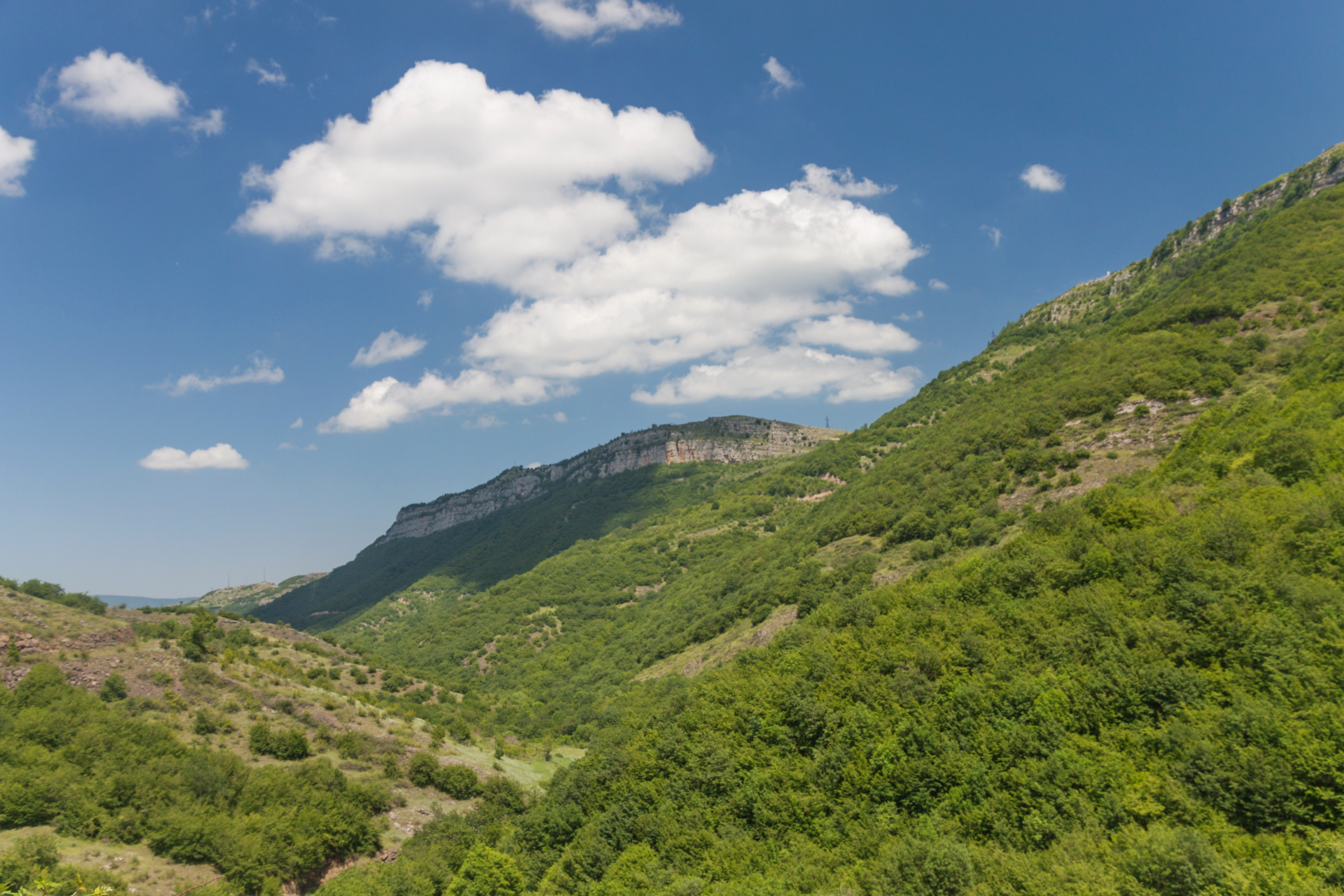
Křovinatá lesostep v Náhorním Karabachu

Kavkaz také tvoří „ostrov vlhkosti“ oproti okolním suchým oblastem. Srážek rychle ubývá od západu k východu, přičemž nejvyšší roční srážkové úhrny, až 4500 mm, zaznamenávají návětrné svahy Západního Kavkazu a také nejzápadnější části Malého Kavkazu, svažující se do Kolchidské nížiny a k Černému moři. Mezihorské kotliny ve srážkovém stínu okrajových pohoří (např. Dolní a Horní Svanetie, Rača) mají roční úhrny srážek již podstatně nižší (900–1600 mm), ač jsou stále v relativní blízkosti Černého moře. Směrem na východ a do vnitrozemí pak srážek dále ubývá. V gruzínské části Východního Kavkazu padá již jen 900–1600 mm srážek ve výšce nad 2000 m a od 700–900 mm v mezihorských kotlinách. Horské oblasti Malého Kavkazu mají úhrny srážek již jen od 400–600 mm do 1000 mm v nejvyšších oblastech Arménie. Nejsuššími částmi Kavkazu jsou jeho podhorské svahy spadající do Kuro-Arakské nížiny, dále nejjižnější výběžky Malého Kavkazu (region Meghri), a také nejvýchodnější výspy Velkého Kavkazu při pobřeží Kaspického moře. Srážkové úhrny v těchto oblastech mohou dosahovat jen 200–250 mm ročně.

Stejně jako srážky, i sezónní sněhová pokrývka je na Kavkaze rozmístěna nerovnoměrně. Na Západním Kavkazu sněží více a sněhová pokrývka trvá delší období, než na Kavkaze Východním. Na Západním Kavkazu je sezónní počet dní se sněhovou pokrývkou kolem 135 ve výšce 1500 m, 182 ve výšce 2000 m a 222 ve výšce 2500 m. Na Východním Kavkazu je v těchto výškách trvání sněhové pokrývky jen kolem 110, 145 a 195 dní. Bohaté sněhové srážky v kombinaci se strmými svahy zapříčiňují časté laviny. Výška sněžné čáry se k roku 1960 na Západním Kavkazu pohybovala kolem 3050 metrů, v Centrálním Kavkazu kolem 3350 metrů a v gruzínské části Východního Kavkazu kolem 3400 metrů nad mořem.

### Kavkazské ledovce
Ve vysokohorských polohách, převážně na severních svazích středního a západního Velkého Kavkazu, se nachází na 2000 ledovců a trvalých sněhových polí, jejichž celková udávaná rozloha v roce 2014 činila okolo 1200 km². Jejich počet i rozloha dle průběžných měření od tzv. malé doby ledové setrvale klesá; ještě v roce 1960 bylo zjištěno 2349 ledovců o ploše téměř 1700 km². Největší jednotlivý ledovec se nachází u Bezengské stěny a má plochu zhruba 37,5 km². Zalednění na Elbrusu se skládá z více než 20 dílčích ledovců o celkové ploše 115 km² (v roce 1960 to bylo 134 km²), zalednění v oblasti Kazbek–Džimara dosahuje rozlohy 54 km² (v roce 1960 67 km²).

## Vodstvo

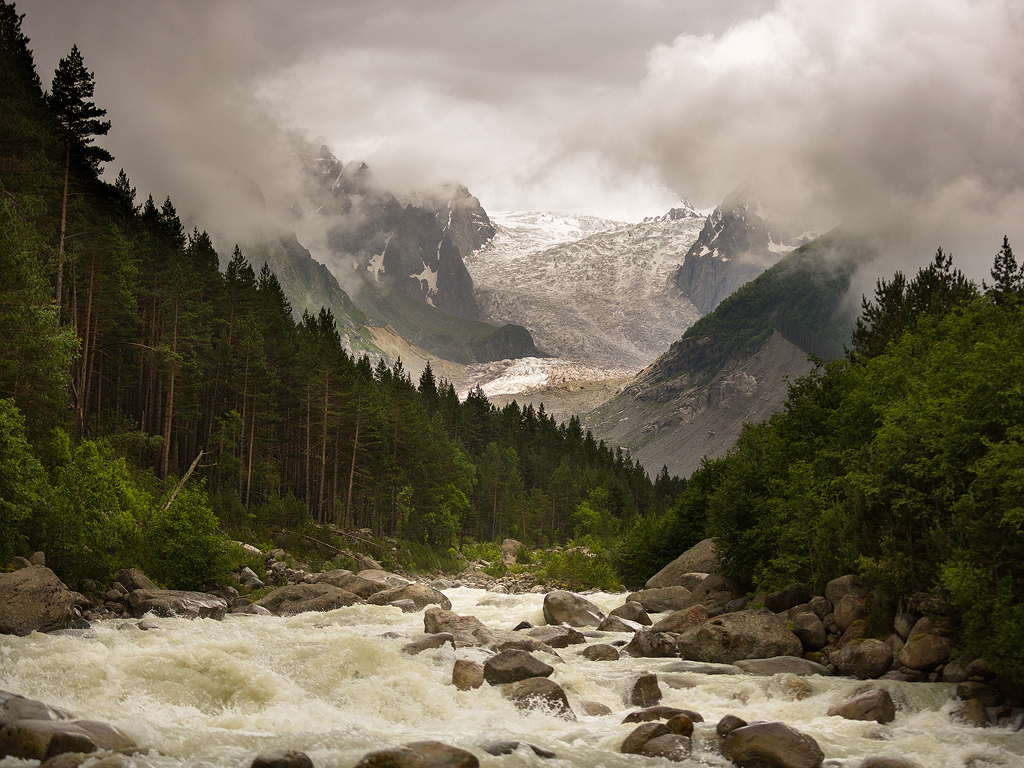
Ledovcová řeka v centrálním Kavkazu

Ledovce na vrcholech Velkého Kavkazu jsou bohatou zdrojnicí vodních toků. Do Černého, resp. Azovského moře je pohoří odvodňováno řekami Rioni a Inguri pramenícími na jižní straně hřebene a řekou Kubáň ze severu; do Kaspického moře ústí severně od hřebene Kavkazu řeky Kuma, Těrek a Sulak. Rozvodím mezi severním a jižním odtokem řek je hlavní kavkazský hřeben. Území mezi Malým a Velkým Kavkazem patří do povodí řeky Kury a Malý Kavkaz pak jejímu největšímu přítoku jménem Araks. Většina řek Velkého Kavkazu a některé na Malém Kavkaze vstupuje do maxima svého průtoku na jaře, kdy začíná odtávat sníh a ledovce na horských hřebenech, a vysoké stavy si podržují i šest měsíců, tedy přes celé léto, kdy jsou krom toho podpořeny i dešťovými srážkami. Především na východním a středním Kavkaze se často vyskytují krátké bouřkové povodně. Značný spád horských řek byl využit při budování mnoha vodních elektráren. Pro řeky Zakavkazska, s výjimkou těch, které vytékají ze samotného Velkého Kavkazu, je naopak charakteristické, že v zimě zamrzají, na jaře se rozvodňují a v létě jsou extrémně mělké a někdy dokonce vysychají. Mnoho toků si dosud ponechalo svůj přirozený divočící režim s volným modelováním koryta.
Jezer je na Kavkazu kolem 2000 a jsou různého původu – tektonická, krasová, vulkanická i ledovcová (morénová či karová). Zdaleka největší je Sevanské jezero (1262 km²) na rozhraní Malého Kavkazu a Arménské vysočiny; z dalších lze jmenovat jezero Karcachi o rozloze 26,3 km² s významnou ptačí lokalitou, sesuvové jezero Amtkel, ledovcové pleso Rica, jezero Tabackuri sopečného původu nebo hořkoslané Tambukanské jezero s bahenními lázněmi Jessentuki. Bohaté jsou na Kavkaze zásoby podzemních vod a vyvěrá zde množství minerálních pramenů, ať už teplých, či (častěji) studených, které jsou často využívány k lázeňským účelům: v Kavkazské lázeňské oblasti na ruské straně se nacházejí letoviska jako Pjatigorsk, Kislovodsk, Miněralnyje vody a další. Proslulým lázeňským městem je také Suchumi v Abcházii.

## Biologická diverzita

### Vegetace a flóra

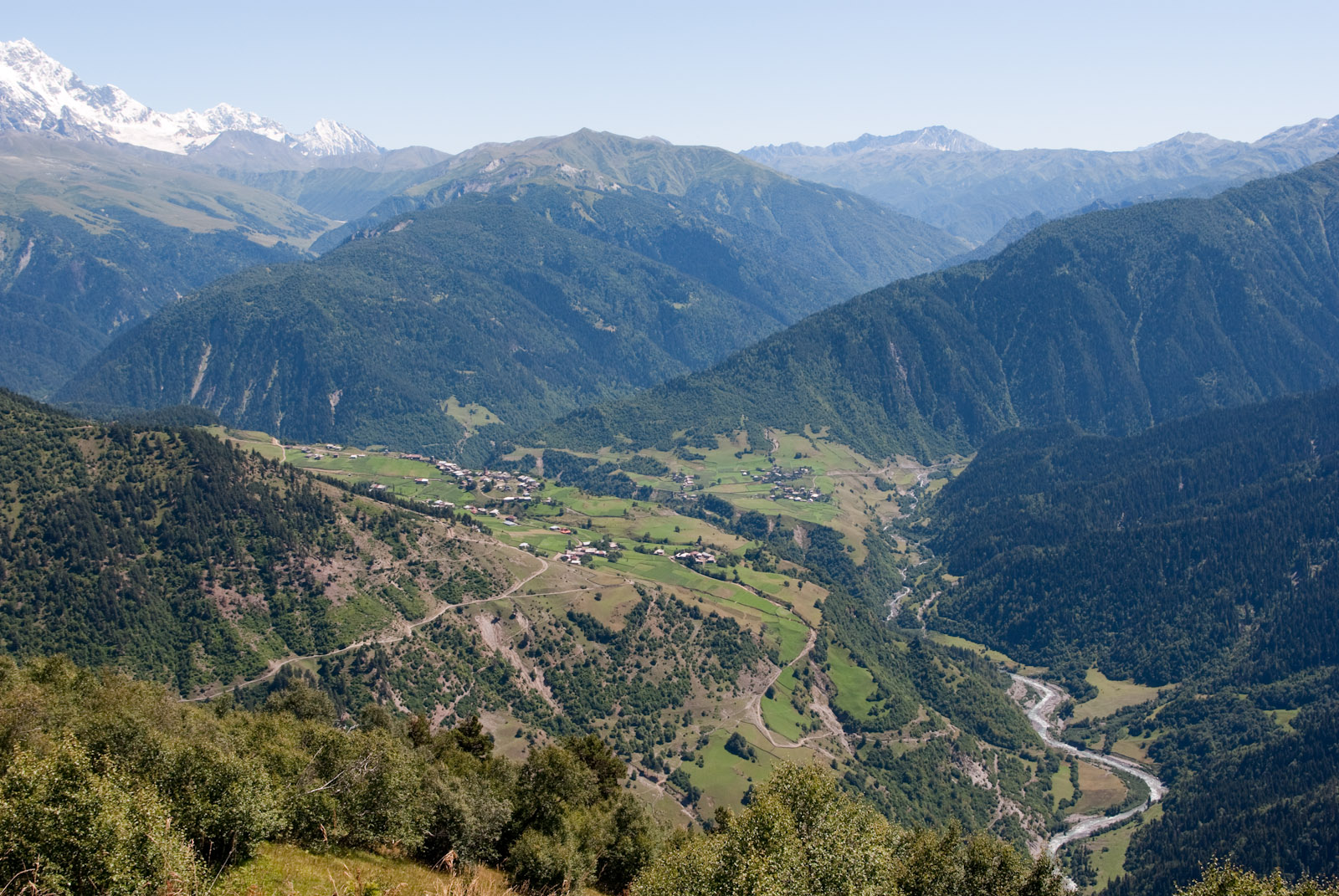
Lesy ve Svanetii v Gruzii

Klimatickým poměrům odpovídá i rozložení vegetačních stupňů v obou pohořích. Na Velkém Kavkazu se zhruba do nadmořské výšky 900 m rozkládají lesostepi se suchými trávníky a porosty dubů, pistácií, jalovců, hrušní či habru východního (Carpinus orientalis). Na ně v horských polohách navazují listnaté a smíšené lesy. Níže jsou to dubohabřiny tvořené několika druhy dubů, habrů, javorů a lip s příměsí kaštanovníku (Castanea sativa), které jsou na vlhkém západě s euxinským a kolchidským vlivem druhově bohaté, s podrostem stálezelených keřů, jako jsou rododendrony, cesmíny, hlohyně, zimostráz nebo bobkovišně; směrem na východ přecházejí v mezofilnější javorové doubravy. Jsou zde též bohaté populace tisu červeného (Taxus baccata). Výše na ně navazují bučiny s dominantním bukem východním (Fagus orientalis); na nejsušších severovýchodních svazích však bučiny chybí a vyskytují se zde suché dubohabřiny a smíšené bory. Ve výškách zhruba 1500–2300 m jsou na návětrné straně pohoří jehličnaté lesy tvořené jedlí kavkazskou (Abies nordmanniana) a smrkem východním (Picea orientalis), na suchých svazích převládá borovice lesní (Pinus sylvestris). Hranice lesa se přirozeně pohybuje zhruba od 1900 m na západě po 2700 m na východě, na mnoha místech však byla uměle snížena vlivem pastevního hospodaření.

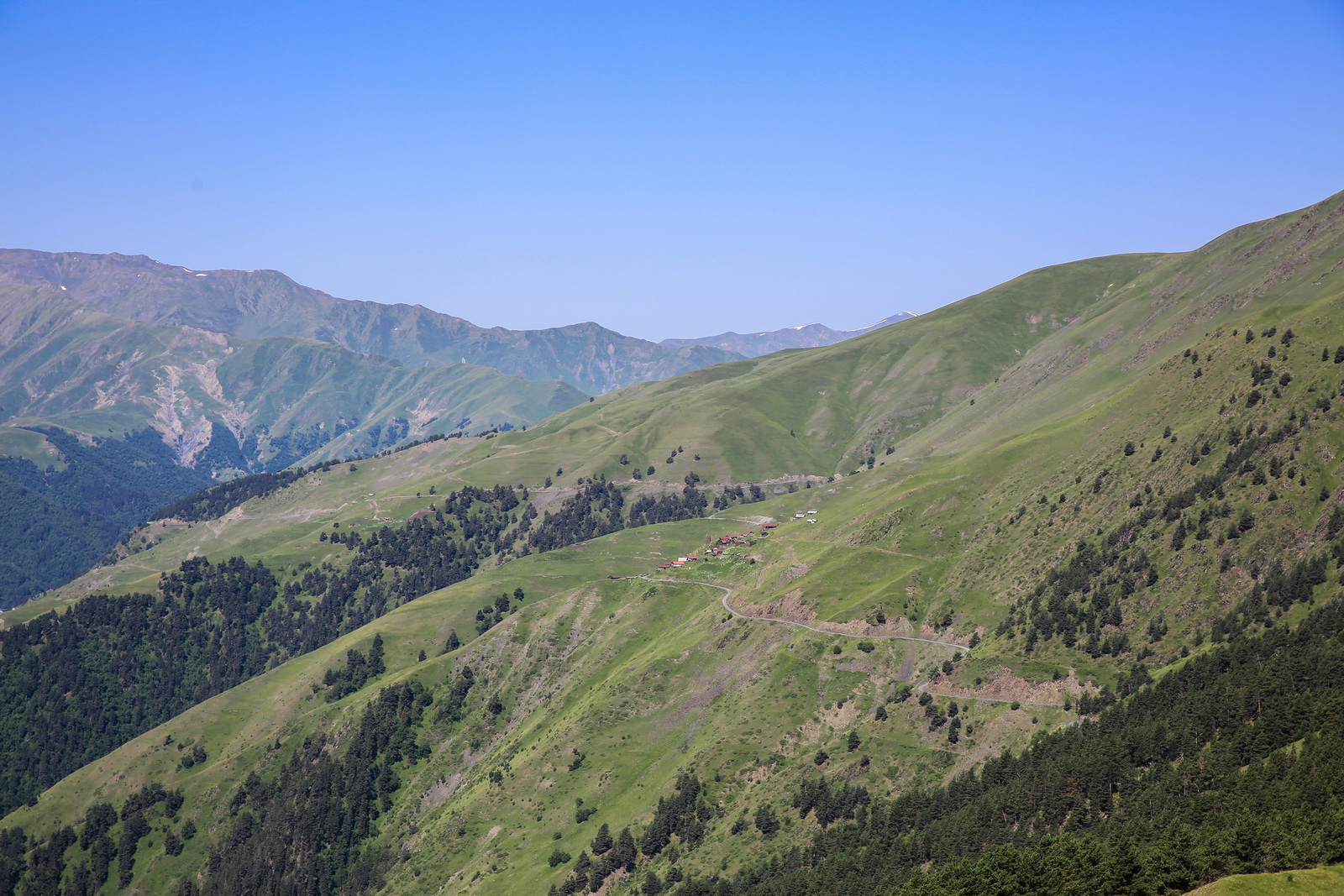
Lesní hranice v Tušetii v sušší východní polovině pohoří

V subalpínských polohách lze nalézt řídkolesy roztroušených, často křivolakých dubů, jako je dub velkokvětý (Quercus macranthera) a černomořský (Q. pontica), bříz (endemická Betula litwinowii a další), javorů (Acer trautvetteri) a jeřábů, keřovitých jalovců (Juniperus sabina, J. foetidissima) nebo pěnišníků, promísené s bujnou vysokobylinnou vegetací; ze zdejších vlhkých, živinami bohatých horských žlebů pochází mimo jiné obávaný invazní druh bolševník velkolepý (Heracleum mantegazzianum), ale též řada jiných okrasných rostlin. V alpínském stupni (zhruba do 3000 m n. m.) jsou druhově bohaté vysokohorské trávníky, sutě, sněhová vyležiska nebo odolná keříčkovitá vegetace tvořená pěnišníky (Rhododendron caucasicum a další), zakrslými jalovci nebo dryádkami. Subnivální stupeň zasahuje cca do 3800 m a vyznačuje se řídkou kryofilní vegetací s řadou lokálních endemitů; výš už je pouze mrazivá a ledová pustina velehor.
Na Malém Kavkaze sahají až do nadmořských výšek 1600–2000 m polopouště a suché stepi se šalvějemi, pelyňky, planými obilninami a množstvím cibulovin, suché submediteránní křoviny a lesostepi, na které navazuje pásmo dubohabřin. Bučiny rostou pouze na severní straně pohoří a jehličnaté lesy jen na návětrných západních svazích. Vyšší vegetační stupně jsou pak podobné jako na Velkém Kavkaze, chybí zde však trvalé zalednění. V suchých kontinentálních oblastech je již znát biogeografický vliv Íránsko-turanské oblasti.

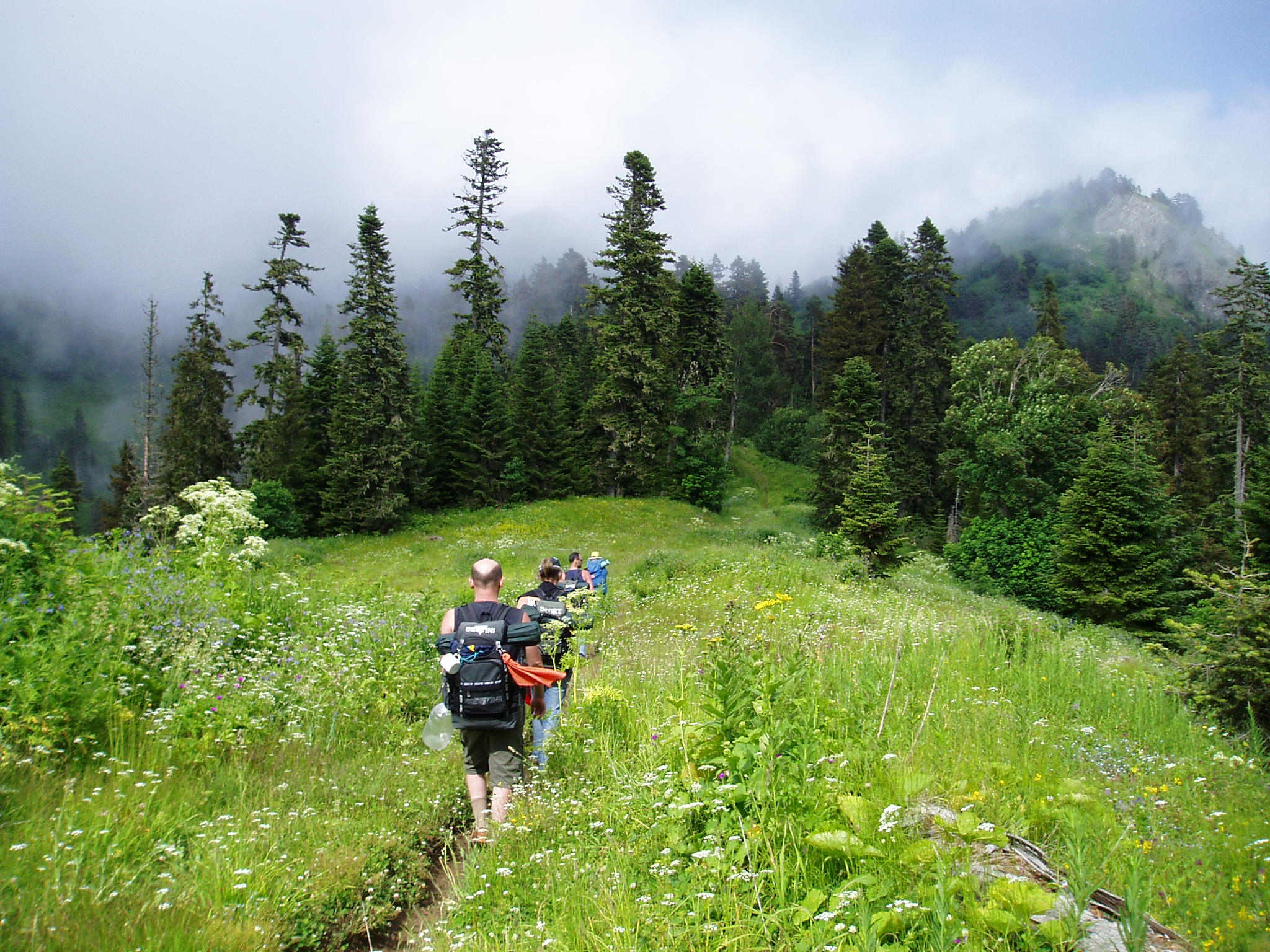
Turistická cesta bohatou horskou loukou a jehličnatými lesy v Gruzii

Území Kavkazu celkově patří mezi místa mimořádné druhové diverzity (tzv. hotspoty) na Zemi. Je to dáno jednak jeho polohou na pomezí několika velmi rozdílných bioregionů (temperátní Evropa, suché stepi Střední Asie, hornatá Íránsko-anatolská oblast, vlhká černomořská pánev i doznívající vliv východního Středomoří v oblasti Novorossijska), velkou členitostí reliéfu zahrnující 9 klimatických zón od pobřežních mokřadů po vysokohorskou tundru i tím, že přilehlá území, především Kolchida, patřila k hlavním glaciálním refugiím, v nichž se udržela vegetace třetihorních temperátních lesů s mnoha relikty (zelkova habrolistá, lapina jasanolistá a další). Vývojové centrum mají v oblasti širšího Kavkazu plané obilniny a růžovité dřeviny jako hrušně či mandloně. Z celkového udávaného počtu 6350 druhů cévnatých rostlin je na 1600 endemických druhů (například mezi lomikameny, liliemi, lýkovci, pěnišníky, pivoňkami, krokusy, koniklecemi nebo kosatci) a 17 endemických rodů – nejvíce, po čtyřech, z čeledí miříkovitých a hvězdnicovitých. Mezi rostliny brukvovité patří zajímavý monotypický taxon Pseudovesicaria digitata rostoucí na alpínských a subniválních sutích. Druhově bohatá je též náhradní vegetace polopřirozených luk nebo štěrkových náplavů.

### Fauna

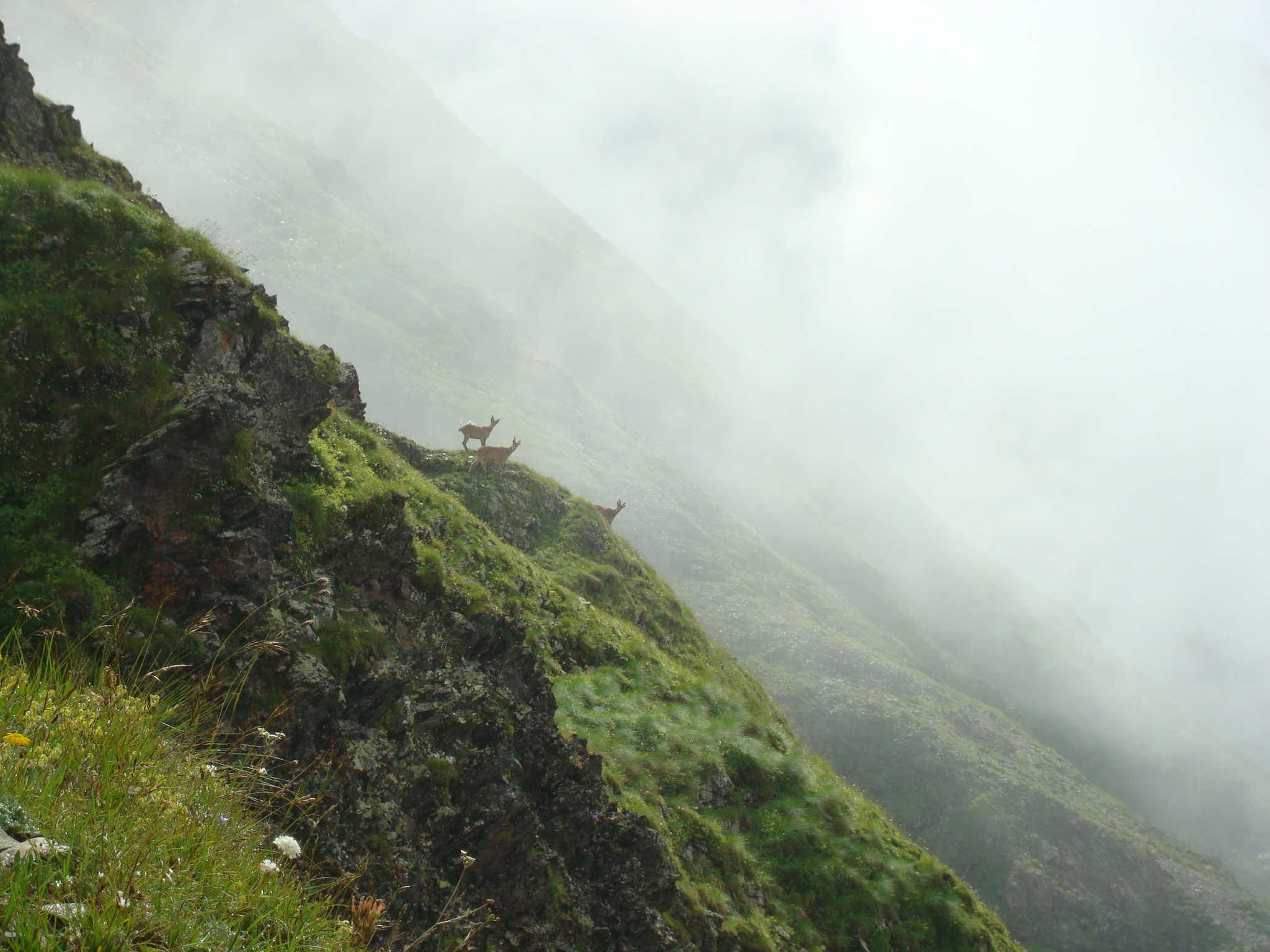
Kozorožci v Kavkazské rezervaci

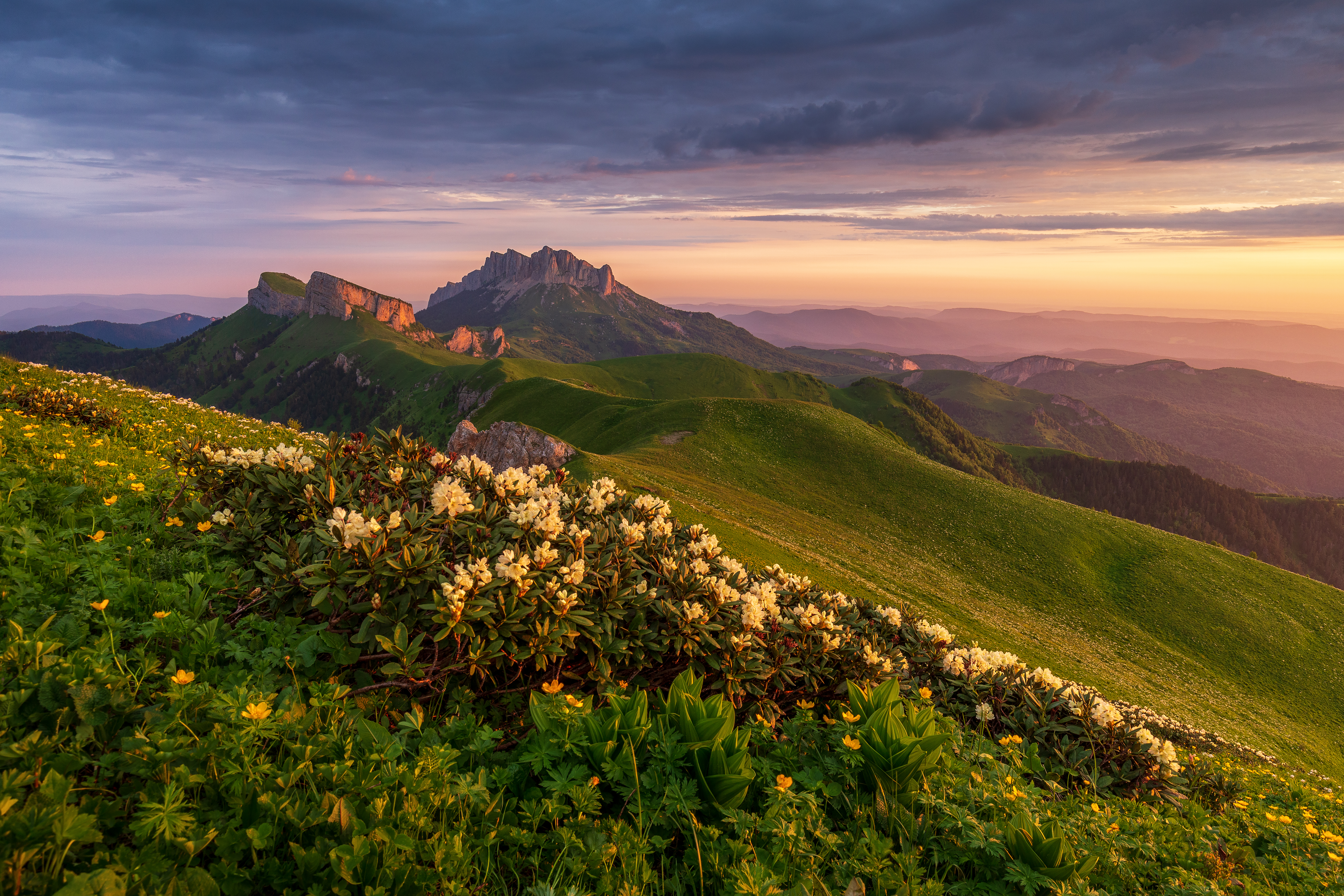
Přírodní park Velký Tchač na západě pohoří; alpínský stupeň s pěnišníkem kavkazským

Vysoké je též bohatství místní fauny. Ze savců patří mezi charakteristické živočichy kozorožec dagestánský (Capra cylindricornis) a kozorožec kavkazský (Capra caucasica), oba druhy jsou endemité, kamzík (Rupicapra rupicapra), jelen kavkazský (Cervus elaphus maral), koza bezoárová (Capra aegagrus) nebo muflon (Ovis orientalis gmelini). Po předchozím vyhubení se podařilo reintrodukovat populaci zubra evropského (Bison bonasus). Žijí zde velké šelmy medvěd hnědý syrský (Ursus arctos syriacus), vlk obecný (Canis lupus), rys ostrovid (Lynx lynx) a především kriticky ohrožená populace levharta zakavkazského (Panthera pardus ciscaucasica), z menších šelem pak vydra říční (Lutra lutra) či kočka divoká kavkazská (Felis silvestris caucasica). Z ptactva je zde významný orel skalní (Aquila chrysaetos) a orel královský (Aquila heliaca), sup bělohlavý (Gyps fulvus), orlosup bradatý (Gypaetus barbatus), výr velký, velekur kavkazský i endemický tetřívek kavkazský (Lyrurus mlokosiewiczi). Na větších jezerech hnízdí racek arménský (Larus armenicus), pelikán kadeřavý (Pelecanus crispus), pelikán bílý (P. onocrotalus) či množství vrubozobých. Fauna plazů a obojživelníků zahrnuje endemické druhy jako mertensiela kavkazská (Mertensiella caucasica), zmije kavkazská (Vipera kaznakovi) nebo žába blatnička kavkazská (Pelodytes caucasicus), centrum diverzity zde mají skalní ještěrky rodu Darevskia. Díky zachovanému výmladkovému a pastevnímu hospodaření v lesích se objevuje i velká diverzita hmyzu a dalších bezobratlých.

### Ochrana přírody
K nejvýznamnějším chráněným územím na Kavkaze patří národní parky Sočský, Elbruský a Alanijský v Rusku, Dilidžan nebo Sevan v Arménii, Šahdag v Ázerbájdžánu nebo Thušsko, Lagodechi a Bordžomi-Charagauli v Gruzii. Území více než 3 500 km² na Západním Kavkaze včetně nejstarší chráněné oblasti Kavkazského zapovědniku bylo roku 1999 zapsáno na seznam světového přírodního a kulturního dědictví UNESCO. Vzhledem k mimořádnému přírodnímu bohatství byl kavkazský ekoregion zařazen mezi nejvýznamnější oblasti projektu WWF Global 200. Chráněno je však pouhých 5 % rozlohy Kavkazu; k hlavním hrozbám patří nadměrná a často ilegální těžba lesů, pytláctví, intenzivní vypásání alpínských luk a špatná socioekonomická situace obyvatelstva spojená s drancováním a znečištěním přírodních zdrojů.

## Nejvyšší hory

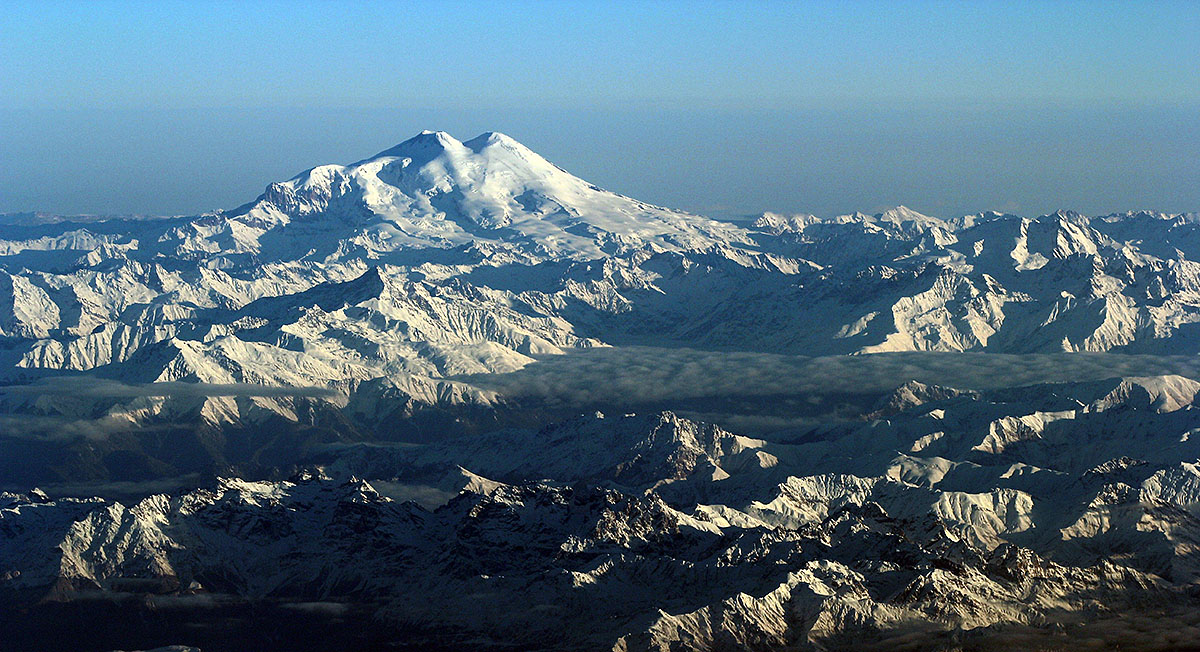
Pohled na Elbrus z jihu

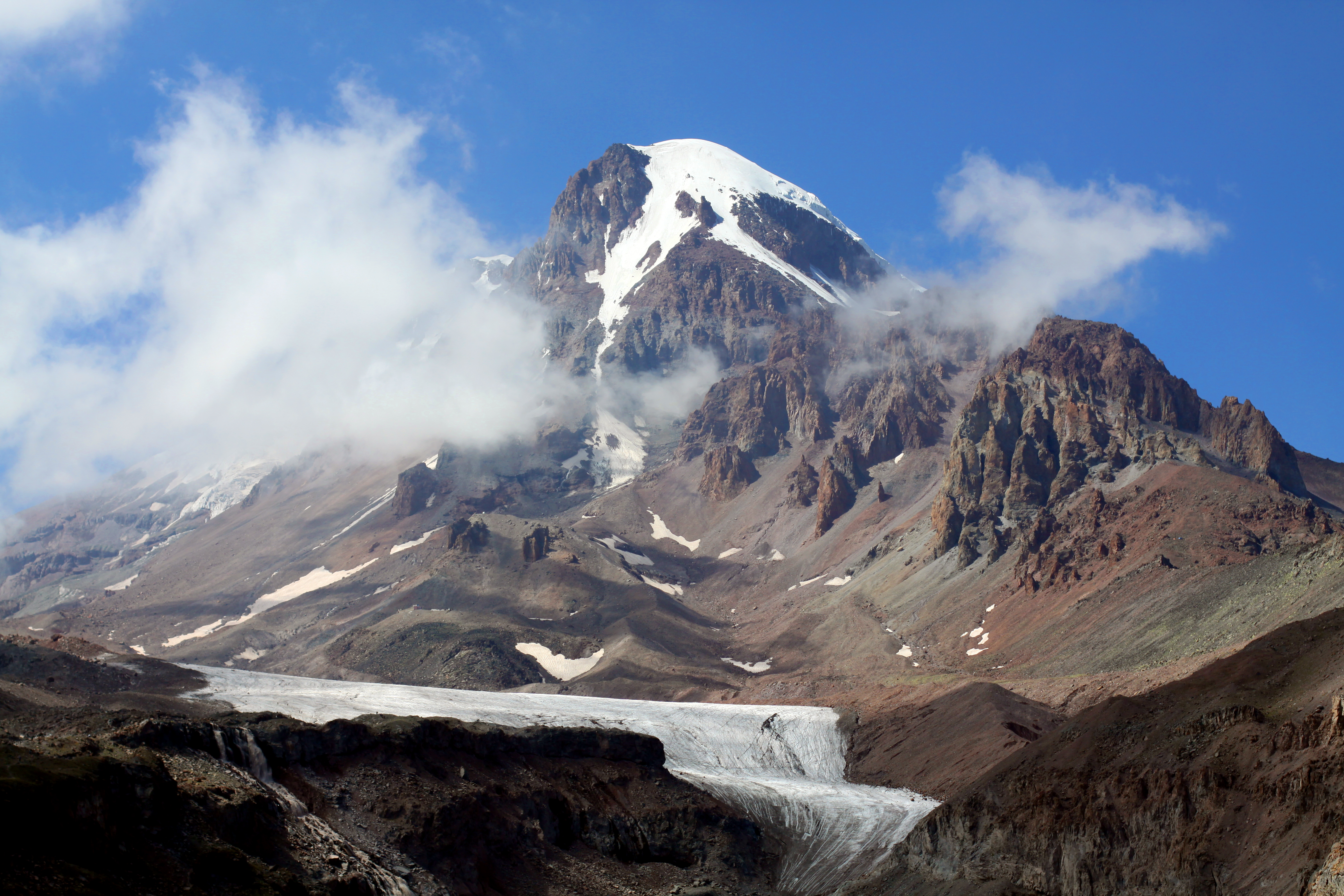
Vrcholová partie Kazbeku s ledovcovým splazem

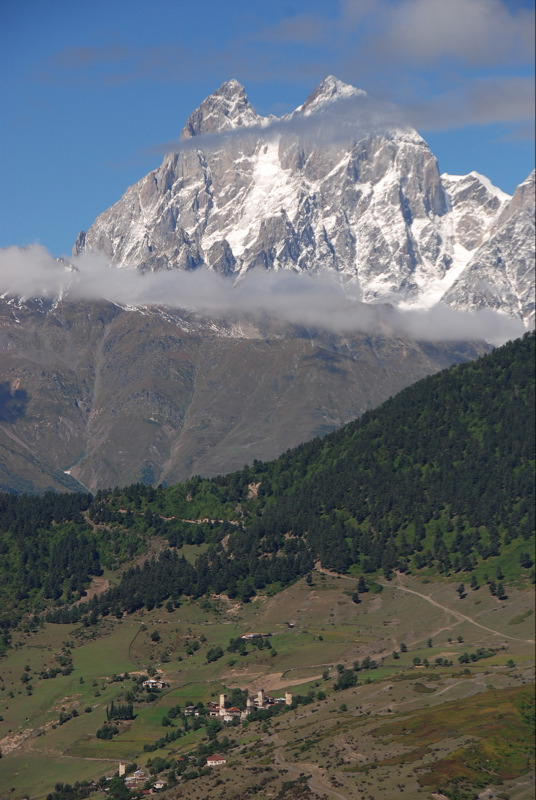
Dvojvrchol Ušba

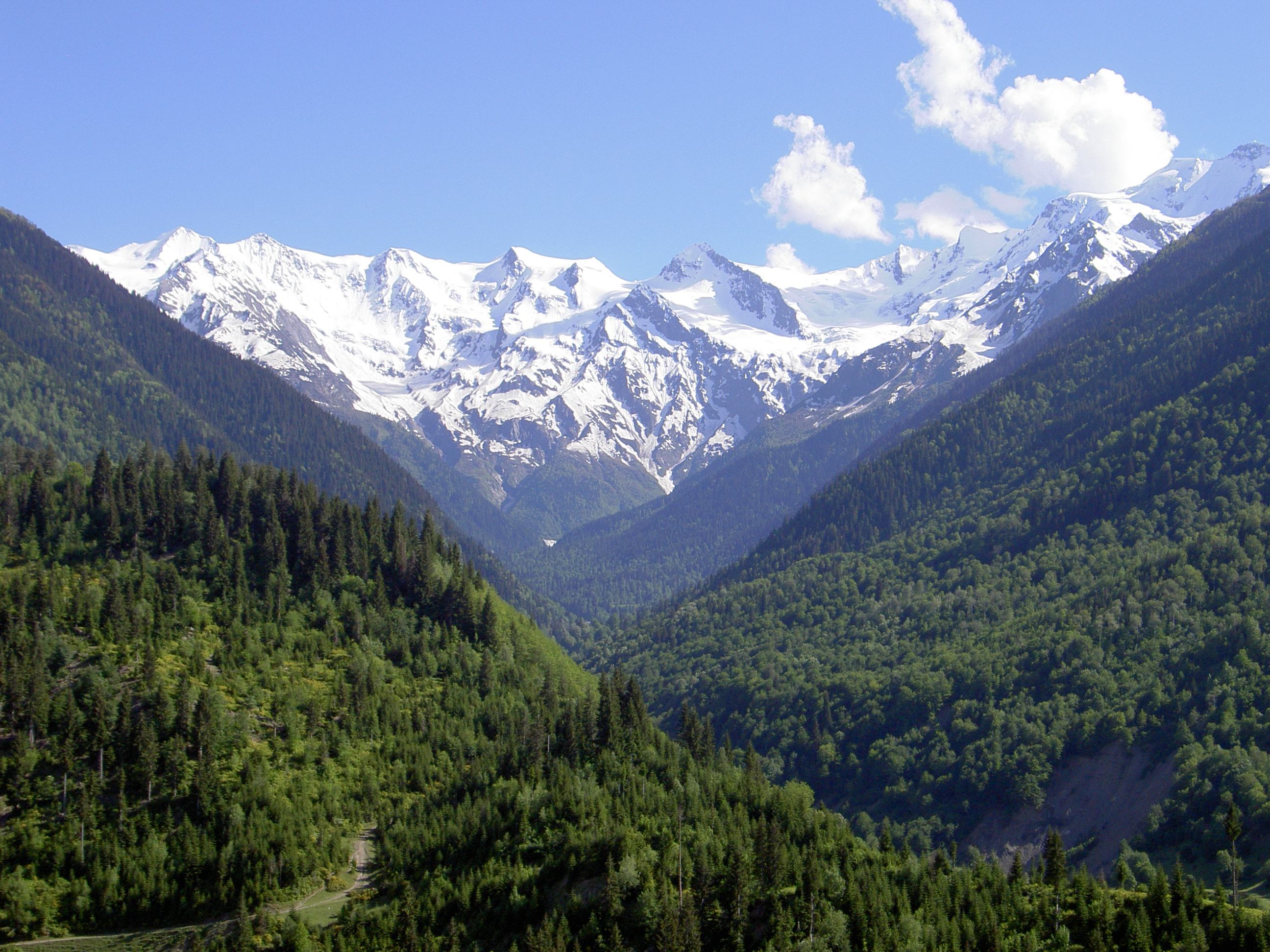
Krajina Svanetie s hlavním kavkazským hřebenem

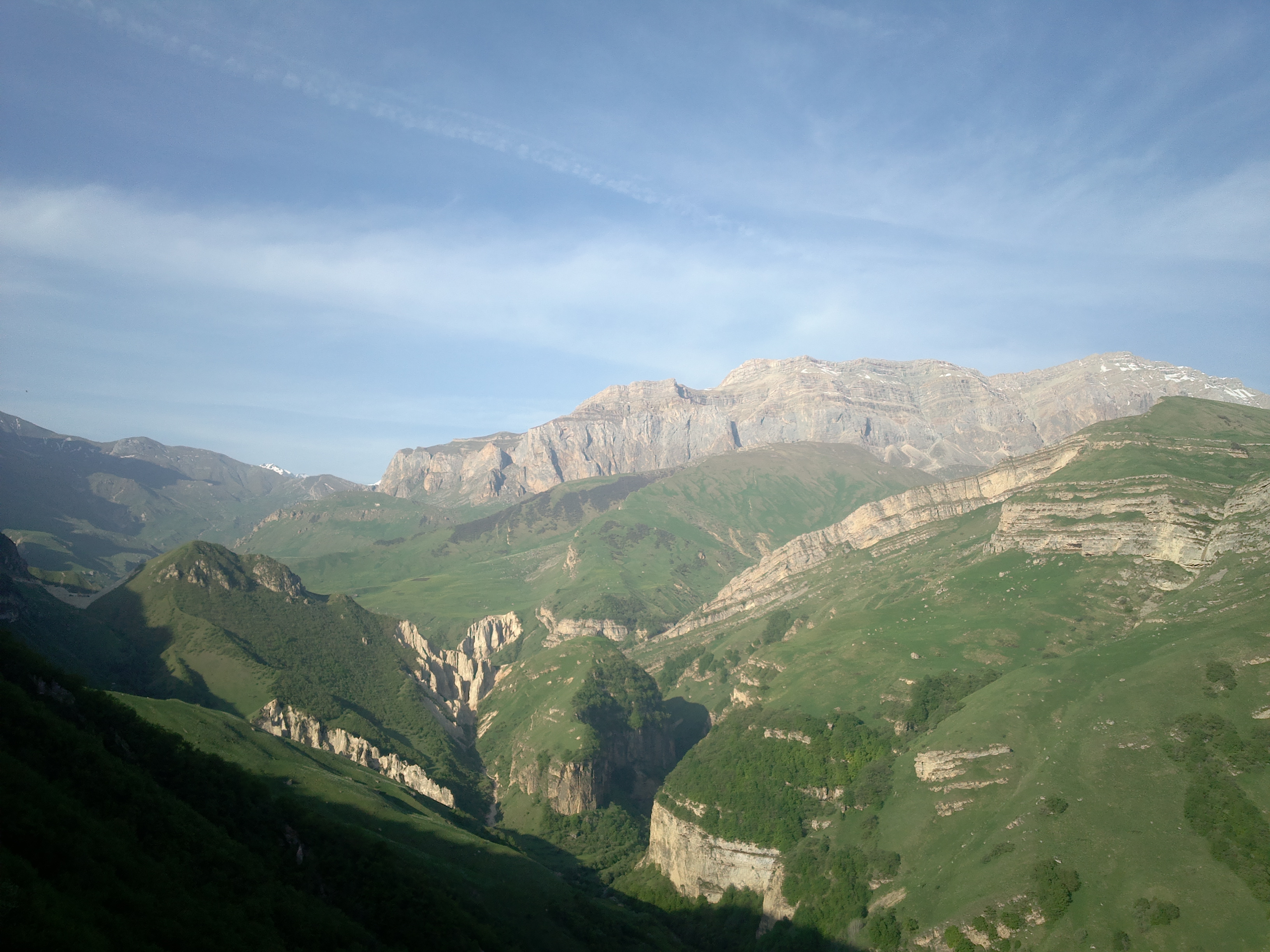
Šahdag ve východním Kavkazu

Uvedené tabulky obsahují 15 nejvyšších vrcholů Velkého Kavkazu, z nichž všechny leží v jeho centrální části, a také další (nikoli veškeré) vrcholy nižší nadmořské výšky. Údaje o nadmořské výšce byly převzaty z databáze PeakBagger. Údaje u některých vrcholů se však v různých zdrojích liší, a to někdy i o desítky metrů. Zařazení tří nejvyšších vrcholů Malého Kavkazu je taktéž nejednoznačné.

### Velký Kavkaz
| Vrchol              | Nadmořská výška (m) | Území státu / země                               |
| ------------------- | ------------------- | ------------------------------------------------ |
| Elbrus (dvojvrchol) | 5 642, 5 621        | Rusko                                            |
| Dychtau             | 5 205               | Rusko (Kabardsko-Balkarsko)                      |
| Šchara              | 5 193               | Gruzie / Rusko                                   |
| Koštan-Tau          | 5 152               | Rusko                                            |
| Puškinův štít       | 5 100               | Gruzie / Rusko                                   |
| Džangi-Tau (Džanga) | 5 085               | Gruzie / Rusko                                   |
| Kazbek              | 5 034               | Gruzie / Rusko                                   |
| Mižirgi             | 5 019               | Rusko                                            |
| Katyn-Tau           | 4 979               | Gruzie / Rusko                                   |
| Kukurtlu            | 4 978               | Rusko                                            |
| Pik Šota Rustaveli  | 4 960               | Gruzie / Rusko                                   |
| Tetnuldi            | 4 869               | Gruzie                                           |
| Gistola             | 4 860               | Gruzie / Rusko                                   |
| Džimara             | 4 780               | Gruzie / Rusko                                   |
| Ušba (dvojvrchol)   | 4 700, 4 698        | Gruzie                                           |
| Uilpata             | 4 649               | Rusko                                            |
| Ailama              | 4 547               | Gruzie / Rusko (Kabardsko-Balkarsko)             |
| Tebulosmta          | 4 493               | Gruzie / Rusko (Čečensko)                        |
| Sugan-Tau           | 4 487               | Rusko                                            |
| Bazardüzü           | 4 466               | Ázerbájdžán / Rusko (Dagestán)                   |
| Šoani               | 4 452               | Gruzie / Rusko (Ingušsko)                        |
| Čatyntau            | 4 412               | Gruzie / Rusko (Kabardsko-Balkarsko)             |
| Lalver              | 4 350               | Gruzie / Rusko                                   |
| Diklosmta           | 4 285               | Gruzie / Rusko, (Čečensko / Dagestán / Gruzie)   |
| Bžeduch             | 4 270               | Gruzie / Rusko, (Svanetie / Kabardsko-Balkarsko) |
| Curungol            | 4 250               | Gruzie / Rusko, (Svanetie / Kabardsko-Balkarsko) |
| Bašiltau            | 4 248               | Gruzie / Rusko, (Svanetie / Kabardsko-Balkarsko) |
| Šahdag              | 4 243               | Ázerbájdžán                                      |
| Danosmta            | 4 186               | Gruzie / Rusko, (Čečensko)                       |
| Dombaj-Ulgen        | 4 046               | Gruzie / Rusko (Abcházie / Karačajsko-Čerkesko)  |
| Majstismta          | 4 081               | Gruzie / Rusko (Čečensko)                        |
| Lahili              | 4 008               | Gruzie                                           |

(Pro srovnání: Mont Blanc má nadmořskou výšku 4809 m.)

### Malý Kavkaz

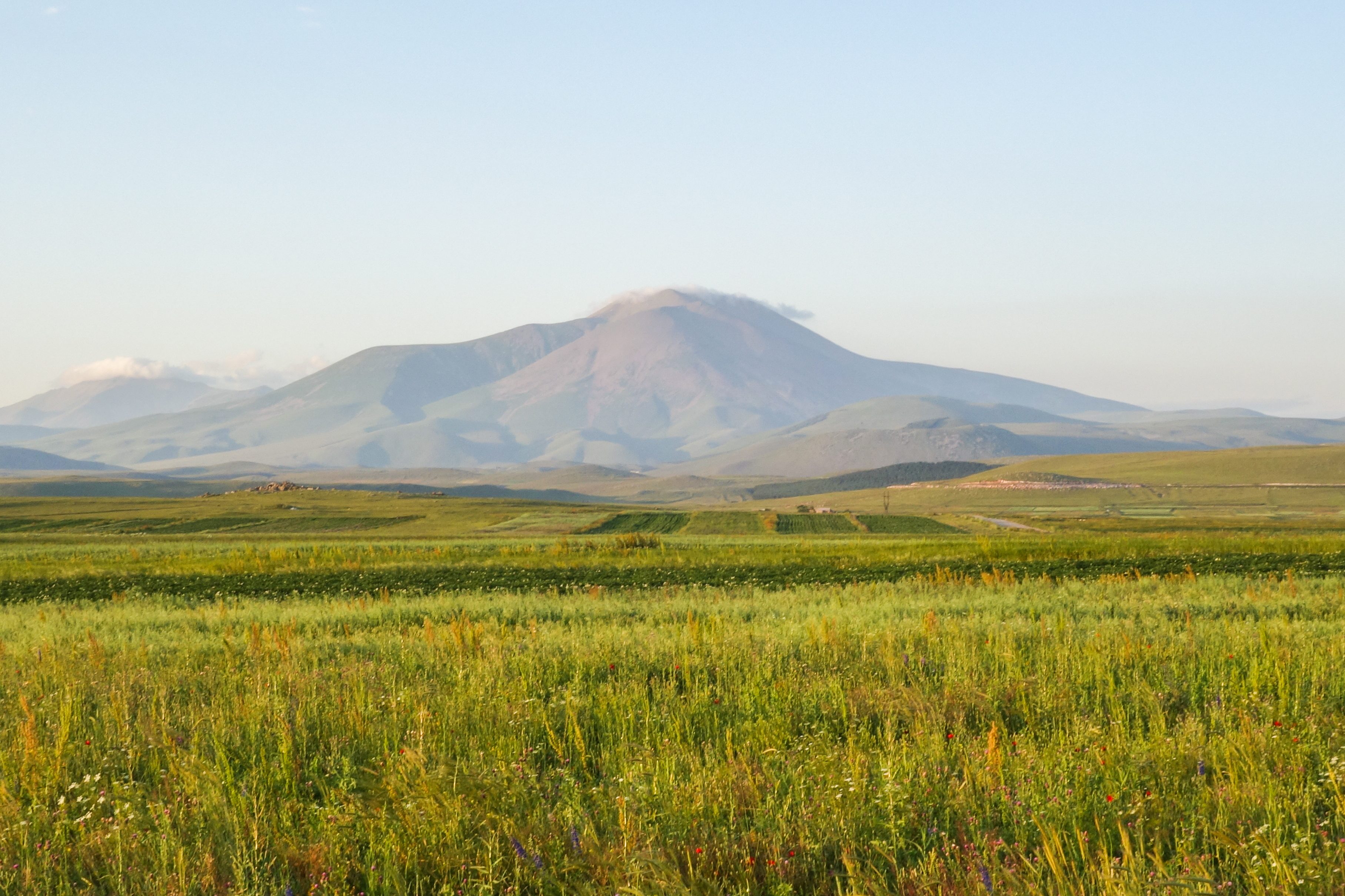
Didi Abuli v Malém Kavkazu

| Vrchol                     | Nadmořská výška (m) | Území státu / země                            |
| -------------------------- | ------------------- | --------------------------------------------- |
| Aragac                     | 4 090               | Arménie                                       |
| Kapydžik (Kapudzhukh Lerr) | 3 905               | Arménie / Ázerbájdžán                         |
| Gazangeldag                | 3 829               | Arménie / Ázerbájdžán                         |
| Gjamyš                     | 3 724               | Ázerbájdžán, (Ázerbájdžán / Náhorní Karabach) |
| Didi Abuli                 | 3 301               | Gruzie                                        |

## Komunikace

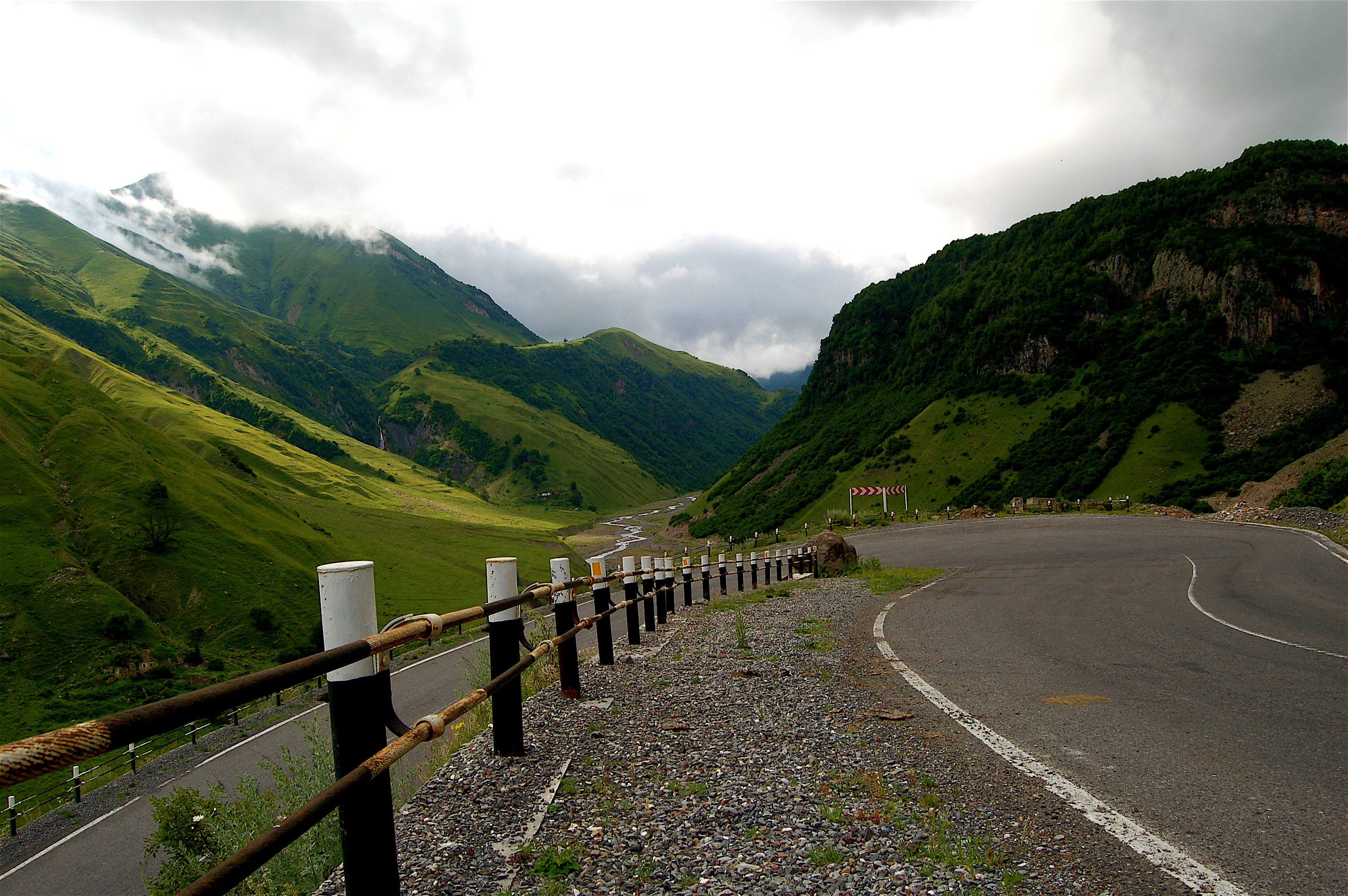
Gruzínská vojenská cesta ve středním Kavkazu

Přes hlavní hřeben Velkého Kavkazu prochází pouze několik málo komunikací mezi Ruskem a Gruzií, jinak je pohoří neprostupnou bariérou. Z nich pouze dvě jsou využitelné pro mezinárodní dopravu: Gruzínská vojenská cesta přes Křížový průsmyk (2 384 m) vede z Vladikavkazu do Tbilisi a Transkavkazská magistrála mezi Severní a Jižní Osetií ve výšce 1 200 m prochází 3,6 km dlouhým Rokským tunelem v blízkosti Rokského průsmyku. Další dvě mezinárodní trasy pohoří obcházejí po pobřeží Černého a Kaspického moře. Další komunikace přes vysokohorské průsmyky jsou pouze vojenské nebo dopravně zcela marginální: Osetská vojenská silnice prochází přes Mamisonský průsmyk (2 829 m) a spojuje Alagir s Kutaisi v západní Gruzii, Kluchorský průsmyk (2 781 m) umožňuje přechod do strategicky důležitého Kodorského údolí ve východní Abcházii a Kodorský průsmyk (2 365 m) je spojnicí mezi Dagestánem a východní Gruzií. Železnice přes hlavní hřeben Velkého Kavkazu nevedou. Malý Kavkaz je oproti tomu mnohem schůdnější, s rozvinutou dopravní sítí. Dolní toky některých větších řek jsou splavné.

## Historie a obyvatelstvo

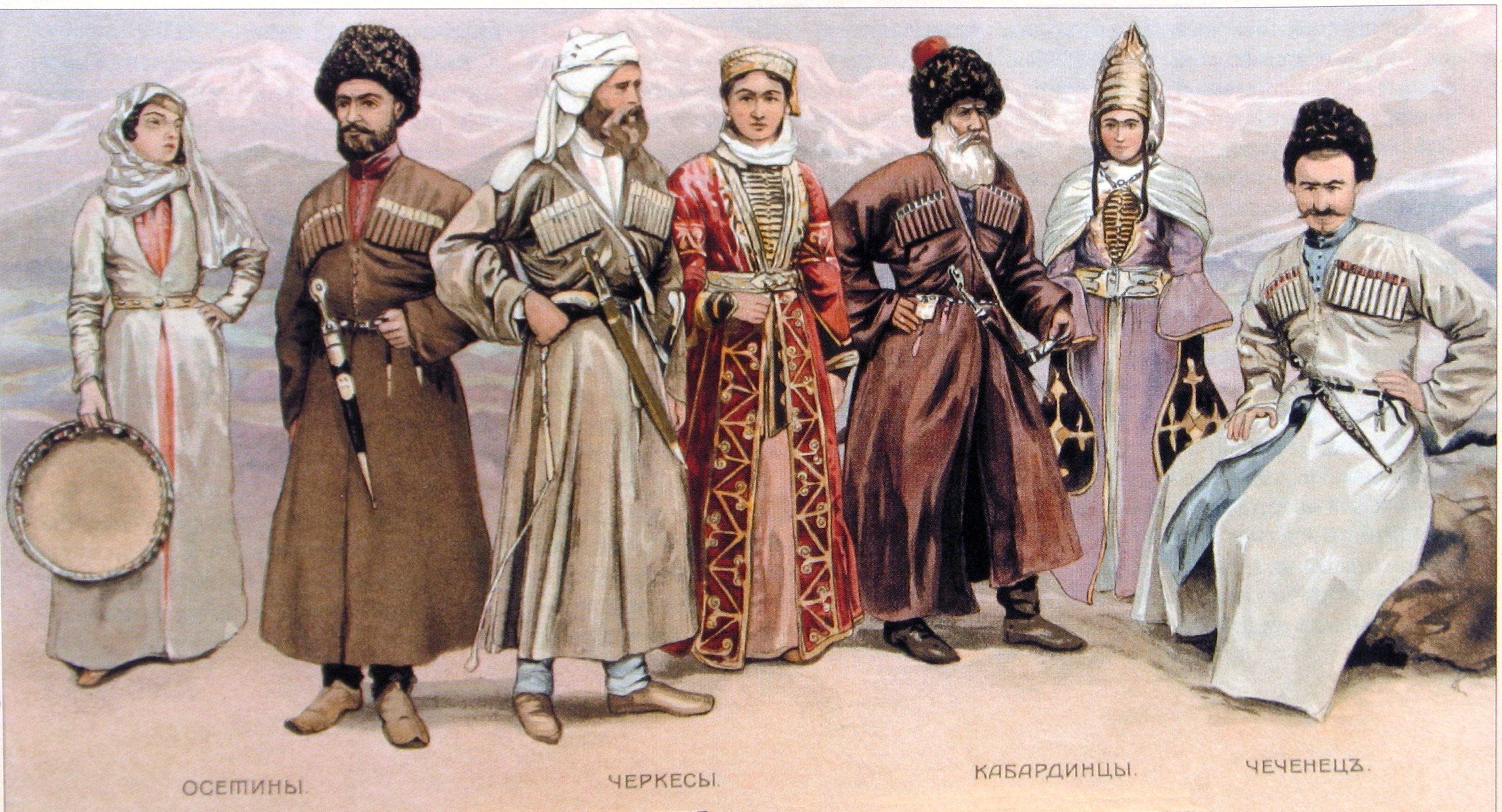
Národy severního Kavkazu v 19. století : Osetinci, Čerkesové, Kabarďané a Čečenci.

Etnicko-lingvistické skupiny Kavkazu před třetí válkou o Náhorní Karabach v roce 2023

V antickém světě představovalo pohoří Kavkazu východní konec světa; právě zde Zeus dle řecké mytologie ke skále za trest připoutal Prométha, kterého později osvobodil Héraklés, do bájné Kolchidy pod kavkazskými horami směřovala výprava Argonautů za zlatým rounem. Zeměpisné představy o pohoří byly rozšířeny a korigovány s výboji Alexandra Velikého. Po dlouhá staletí tvořila obtížně překonatelná hradba Velkého Kavkazu přirozenou hranici mezi Perskou říší a sarmatskými kmeny, později mezi Osmanskou říší, Persií a rozpínajícím se Ruským impériem. To kavkazský prostor postupně ovládlo po sérii válek v 18. až 19. století. V obou světových válkách procházela Kavkazem válečná fronta a odehrávaly se zde tuhé boje. Nestabilita regionu byla jedním z příznaků krize a rozpadu Sovětského svazu, které pak pokračovaly dalšími spory a řadou válečných konfliktů za účasti Ruska, hlavně v Čečensku, Abcházii, Jižní Osetii a Náhorním Karabachu. 
Členité pohoří je domovem více než 50 národností z různých jazykových a etnických skupin (kavkazských, indoevropských, semitských, turkických aj.), mluvících navzájem často zcela nepříbuznými jazyky s několika vlastními písmy a vyznávajících několik různých náboženství; kromě křesťanského pravoslaví a sunnitského i šíitského islámu jsou zde též dosud živé pozůstatky původního pohanství nebo místní synkretické kulty jako například džvarismus.

## Cestovní ruch

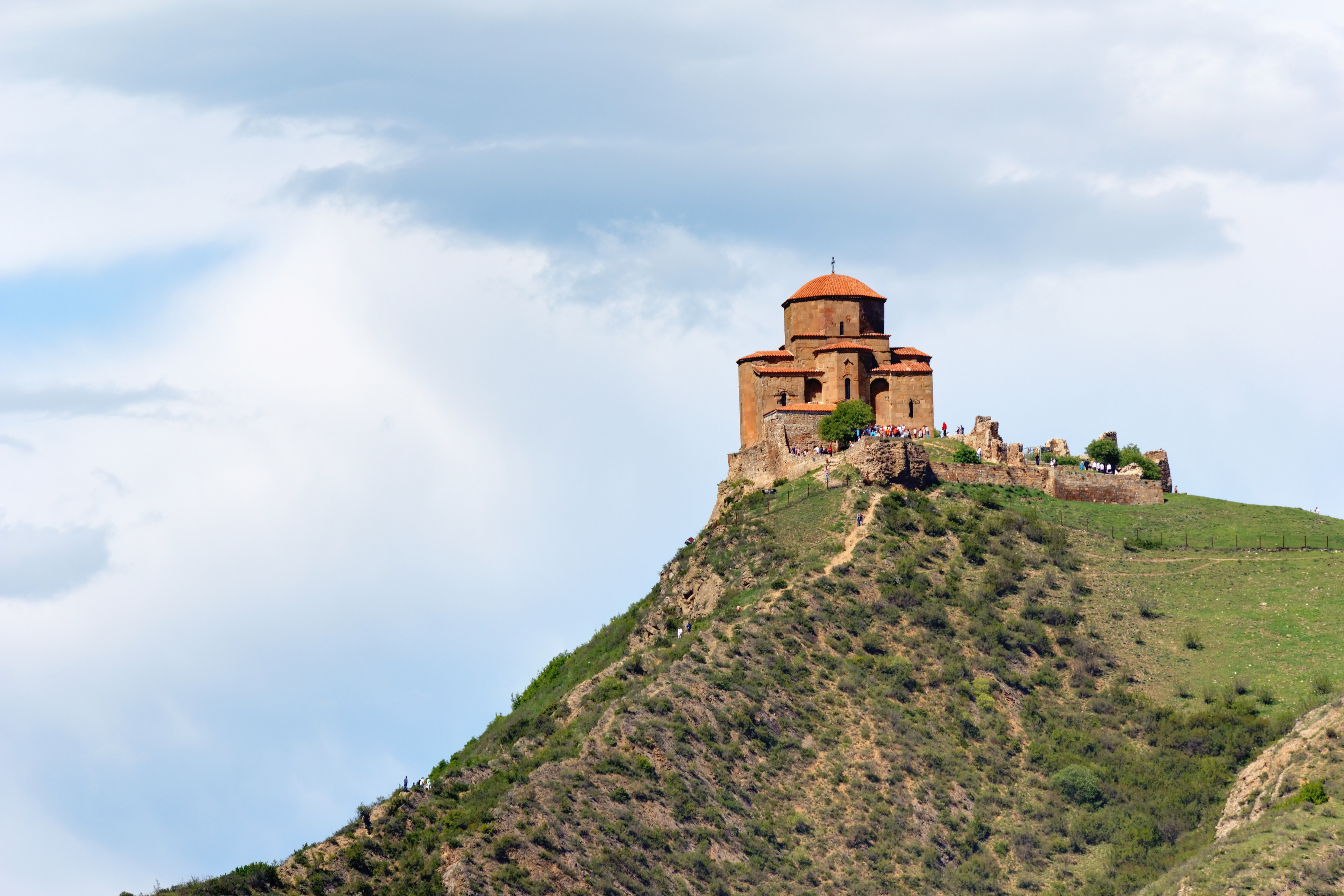
Klášter Džvari v Gruzii

Cestovní ruch na Kavkaze je do jisté míry limitován složitými geopolitickými poměry a nestabilní bezpečnostní situací v regionu. Pohoří nicméně patří k atraktivním cílům vysokohorské turistiky a horolezectví (například masivy Elbrusu a Kazbeku nebo technicky složitá stěna Ušby). Přes léto vysoké vodní stavy ledovcových řek lákají vodáky. Hlavními středisky zimních sportů jsou Krasnaja Poljana a Dombai v Rusku, gruzínské Gudauri a Bakuriani nebo ázerbájdžánský Šachdag. Vyhledávány jsou též výše zmiňované lázně. Mezi památky UNESCO přímo v horském masivu Kavkazu patří kulturní region Horní Svanetie, památné město Mccheta v Gruzii, klášterní komplex Haghpat v Arménii nebo Qobustanská archeologická rezervace v Ázerbájdžánu s prehistorickými skalními rytinami. Na pobřeží Kaspického moře pod východním úpatím Kavkazu, v Gobustánu, se nacházejí největší bahenní sopky na světě.